# Auge (řecká mytologie)
Auge (řecky Αύγη nebo starořecky Αὔγη Aúge) je v řecké mytologii dcerou krále Aleose  a jeho neteře Neairy. Byla sestrou Kéfea a Lykurga. Prostřednictvím Herakla se stala matkou Telefose.

## Mytologie
Aleos učinil svou dceru Auge kněžkou ve chrámu bohyně Athény v Tegea, aby bylo zachováno její panenství. Věštírna v Delfách mu totiž prorokovala, že oba jeho synové zahynou a to rukou syna jeho dcery Auge.
Aleos věřil, že o jeho dceru bude ve chrámu bohyně Athény dobře postaráno. Současně vyhrožoval, že ji zabije, pokud poruší svůj slib cudnosti. Když ale Heraklés, který tudy cestoval a byl v Athénském chrámu Aleosem pohostinně přijat, spatřil Augu jak u pramene chrámu pere své šaty, omámen vínem ji znásilnil.

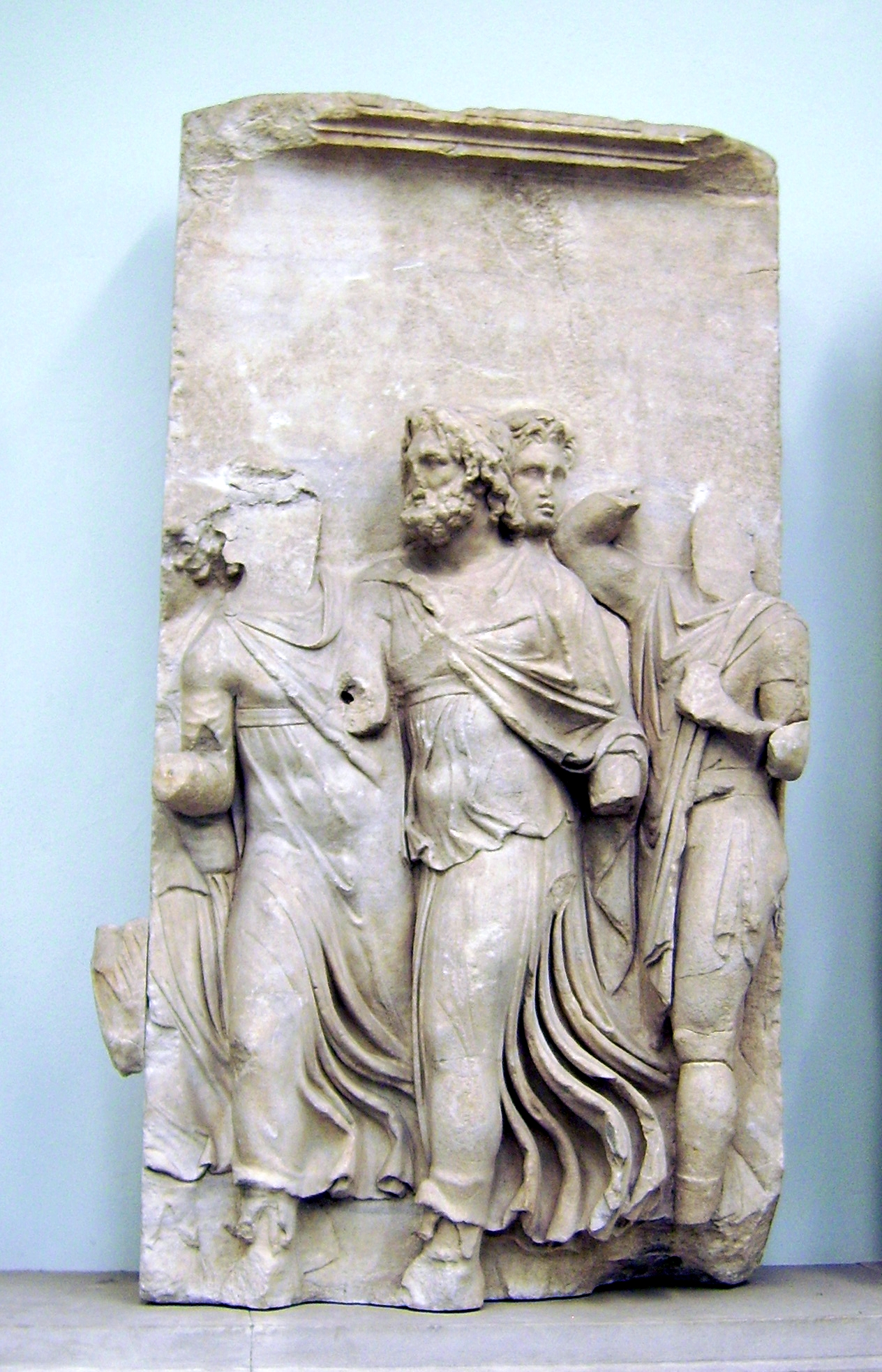
Král Teutras nachází Auge na břehu moře. (Pergamonský oltář)

Auge otěhotněla, dítě porodila tajně a ukryla je ve chrámu. Tím však vzbudila v bohyni Athéně nelibost a ta na město seslala hladomor a mor. Aleos špatný skutek své dcery objevil a odtáhl ji na agoru. Auge jej sice ujišťovala o své nevině, ale otec jí neuvěřil. Neměl však odvahu ji zabít a proto ji předal sousednímu králi Naupliovi, který ji měl utopit. Ten ji i s dítětem zavřel do truhly a ponechal na širém moři. Truhlu pak moře vyplavilo na břehu v Mýsii, kde ji nalezl král Teutras a vzal si Auge za ženu.
Podle jiného příběhu byla Auge Teutrem adoptována. V této verzi ságy se téměř stala manželkou svého vlastního syna Telefa. Ten byl odložen na hoře Parthenos (nebo se tam Auge teprve narodil), byl kojen laní a vychováván pastýři. Když se později ptal věštírny v Delfách, kdo byli jeho rodiče, byl poslán do Mysie. Tam on a jeho věrný společník Parthenopaios zabili Argonauta Idáse, nepřítele Teutra. Za to mu Teutras dal Auge za manželku. Auge, věrná Héraklovi, si však do manželského lože vzala  meč a chtěla Telefa zabít. Aby tomu bohové zabránili, poslali velkého hada, který náhle ležel mezi nimi. Auge leknutím upustila meč a přiznala svůj záměr. Telefos ji proto sám chtěl zabít, Auge však na pomoc volala Herakla a Telefos poznal, že je to jeho matka. Byl Heraklovi velmi podobný. Padli si navzájem do náruče a vrátili se do své vlasti s požehnáním Teutra.
Hrob Auge má být v Pergamonu na břehu řeky Kaikos.

## Rodokmen
|         |         |         |                       |                       |                       |                       |                    |                      |                      |                             |                             |
|         |         |         |                       | Zeus                  | Zeus                  | Kallisto              | Kallisto           |                      |                      |                             |                             |
|         |         |         |                       |                       |                       |                       |                    |                      |                      |                             |                             |
|         |         |         |                       |                       |                       |                       |                    |                      |                      |                             |                             |
|         |         |         |                       |                       | Arkas (král Arkadii)  |                       |                    |                      |                      |                             |                             |
|         |         |         |                       |                       |                       |                       |                    |                      |                      |                             |                             |
|         |         |         |                       |                       |                       |                       |                    |                      |                      |                             |                             |
|         | Azan    | Azan    | Elatos (král Kyllene) | Elatos (král Kyllene) | Elatos (král Kyllene) | Elatos (král Kyllene) |                    | Afejdas (král Tegei) | Afejdas (král Tegei) |                             |                             |
|         |         |         |                       |                       |                       |                       |                    |                      |                      |                             |                             |
|         |         |         |                       |                       |                       |                       |                    |                      |                      |                             |                             |
| Kajneus | Kajneus | Kyllen  | Kyllen                | Stymfalos             | Stymfalos             |                       |                    |                      |                      |                             |                             |
|         | Ajpytos | Ajpytos | Ischys                | Ischys                | Pereus                | Pereus                |                    |                      |                      |                             |                             |
|         |         |         |                       |                       |                       |                       |                    |                      |                      |                             |                             |
|         |         |         |                       |                       |                       |                       |                    |                      |                      |                             |                             |
|         |         |         |                       |                       | Neajra                | Neajra                | Aleos (král Tegei) | Aleos (král Tegei)   |                      | Steneboja (królowa Tirynsu) | Steneboja (królowa Tirynsu) |
|         |         |         |                       |                       |                       |                       |                    |                      |                      |                             |                             |
|         |         |         |                       |                       |                       |                       |                    |                      |                      |                             |                             |
|         |         |         |                       |                       |                       |                       |                    |                      |                      |                             |                             |
|         |         |         |                       | Auge                  | Auge                  | Kefeus                | Kefeus             | Likurg               | Likurg               |                             |                             |

## Auge v literatuře
Auge byla titulní postavou nezachované tragédie Euripida. Příběh znásilnění panny během noční hostiny opilým nápadníkem, který jí zanechal svůj prsten, později použil Menandros ve své komedii Epitrépontes (Sudiči).